# Cedermarck
Cedermarck var en svensk adelsätt som före adlandet hette Sternell. Ätten är utslocknad.
Ättens stamfader Måns Nilsson var borgmästare i Härnösands stad under tidigt 1600-tal. Sonen Nicolaus Magni antog namnen Sternelius och Angermannus när han 1646 blev student vid Uppsala universitet. Sedan han varit regementspredikant ägnade han sig åt utbildning, som rektor och lektor i Härnösand, innan han blev prost i Boteå socken. Hans hustru Catharina Burman var dotter till Ångermanlands vice lagman Carl Burman som tillhörde Bureätten. Deras son Nicolaus Sternell (1667-1744) var rektor för Franska skolan i Stockholm, pastor i den franska lutherska församlingen, kyrkoherde i Sankt Jacobs och Johannes församling, och slutligen superintendent i Härnösands stift. Sternells hustru, Margareta Cederström, var dotter till biskopen Carolus Carlsson, dotterdotter till ärkebiskop Olaus Svebilius och dotterdotters dotter till biskopen Samuel Enander. Deras barn adlades 1718 med namnet Cedermarck, och den ende sonen introducerades samma år på nummer 1 565.
Den enda dottern blev stammoder till adelsätten Gjertta. Sonen Nicolaus Magnus var hovrättsråd i Åbo hovrätt och gift två gånger. I andra äktenskapet föddes inga barn, men i första äktenskapet, med assessorsdottern Stridsberg, flera, men ätten slöts på svärdssidan med en av sönerna, vice notarien Nils Magnus Cedermarck 1764. Hans systrar gifte sig Fredensköld, med en kapten Rickman och en lagman Krook.